# 莱巴赫
莱巴赫（德語：Lebach，發音：[ˈleːbax] ⓘ）是德国萨尔兰州萨尔路易县的城市，总面积64.15平方千米，2023年12月31日总人口为19,108人。